# Pinocchio (fumetto)
Pinocchio è stata una serie a fumetti tascabile per ragazzi incentrata sull'omonimo personaggio e pubblicata in Italia dal 1974 al 1980 dall'Editoriale Metro dell'editore Renato Bianconi e contenente storie inedite realizzate in Italia. Il personaggio protagonista delle storie ha poco in comune con la fonte di ispirazione originaria opera di Carlo Collodi ma anche con l'interpretazione di Disney del 1940 con differenze sostanziali nell'ambientazione e in alcuni comprimari.

## Storia editoriale
Nel 1973, a seguito dell successo dello sceneggiato televisivo Le avventure di Pinocchio dell'anno precedente, Alberico Motta, insieme ai colleghi fumettisti delle Edizioni Bianconi, Sandro Dossi e Pierluigi Sangalli, propose all'editore una serie a fumetti ispirata al personaggio di cui, tra l'altro, erano anche da poco scaduti i diritti d’autore.
La serie venne pubblicata come albo a fumetti per 95 numeri suddivisi in due serie dal 1974 al 1980. Testi e disegni sono prevalentemente di Tiberio Colantuoni e Alberico Motta con collaborazioni di Pierluigi Sangalli e Sandro Dossi; dal 1976 le storie vengono affidate a Nicola Del Principe che introduce nella testata altri personaggi tra cui Lupo Gianni, Polibio, Lion Rock e Lillone. Dopo la conclusione, la serie venne ristampata nel 1983 nella collana R.A.F.; nel 1988 alcune storie vennero ristampate nella nuova testata omonima che venne pubblicata dal 1988 al 1993 per 16 numeri.
Quasi contemporaneamente alla testata principale, le Edizioni Metro presentano una seconda testata dedicata al personaggio e intitolata Super Pinocchio che venne pubblicata dal 1975 al 1994 per 43 numeri divisi in due serie intervallate di nove anni; la prima serie ripropose le rese della testata principale e venne pubblicata da giugno 1975 a maggio 1980 per 33 numeri mentre la seconda le rese della testata omonima che dal 1988 ristampava le storie della testata principale e venne pubblicata da novembre 1989 a luglio 1994 per 10 numeri.
Nel 2016 la casa edtirice Cliquot ha pubblicato un volume contenente una selezione di nove storie scritte da Alberico Motta e disegnate da Sandro Dossi.
Nel 2020 la casa editrice Sbam Comics ha pubblicato il volume,
Pinocchio- le storie mai narrate da collodi. Autori:Alberico Motta e Sandro Dossi.

## Collezionismo
Visto il grande successo riscosso con gli ultimi libri pubblicati sul Pinocchio edito da Ed.Bianconi, c'è stata una importante riscoperta del personaggio sia dal punto di vista storico culturale sia per quanto riguarda un ritorno appassionato di nuovi lettori e nuovi collezionisti, tanto da aver raggiunto quotazioni importanti nelle fiere e nelle aste specializzate, ricercatissimo il n. 1 del 1974 che ha raggiunto tra gli appassionati cifre vicine a valori disneyani.